# 沿海捲心菜
沿海捲心菜（学名：Lepidium oleraceum）为十字花科独行菜属的草本植物，原生於紐西蘭，是紐西蘭的特有種。。

## 變種
本物種現時有三個已知的變種：
- Lepidium oleraceum var. frondosum Kirk
- Lepidium oleraceum var. acutidentatum Kirk
- Lepidium oleraceum var. serrulatum Thell.

## 分佈
在紐西蘭，本物種原生於各處的海岸，包括有：北島、南島、
斯圖爾特島、三王群岛、斯奈尔斯群岛、查塔姆群岛、奥克兰群岛、安蒂波德斯群岛及邦蒂群岛。
雖然當歐洲人初來紐西蘭時，本物種大量曾經到處都是，但現時主要都只在離岸的石堆或洲渚之上。

## 保育狀況
現時本物種的數量很少，屬於高危類別。當中一個原因是這些物種依賴數量在減少中的海鳥，當牠們築巢時，為泥土帶來的高度營養。另外，本物種亦會被多㮔動物食用，例如：牲畜、嚙齒類、蝸牛及素食類昆蟲諸如小菜蛾、菜粉蝶等。植株也會感染白銹病（white rust），白銹病是由卵菌綱的病原菌白銹菌（Albugo candida）所造成的。

## 食用
本物種的嫩葉可生吃或煮熟來吃。含有豐富的維生素C，早從大航海時代就已經是重要的維生素C來源，令航海者免於患上壞血病。葉子的味道與水芹相似。